# Pierre-Adolphe Pinsonnault
Pierre-Adolphe Pinsonnault (1815-1883) fut le premier évêque de London en Ontario.

## Biographie
Né à Saint-Philippe-de-Laprairie au Bas-Canada le 23 novembre 1815, il était le fils de Paul-Théophile Pinsonault (1780-1832), notaire, officier, homme d'affaires, et de Clotilde Raymond qui est la fille du député et homme d'affaires Jean-Baptiste Raymond, ainsi que la sœur de Jean-Moïse Raymond et belle-sœur de Joseph Masson.
Il fut ordonné prêtre à Paris le 19 décembre 1840. Membre du séminaire de Saint-Sulpice, il fut nommé chanoine du chapitre de Montréal. Le 18 mai 1856, il fut sacré évêque de London, Haut-Canada, dans l'église de Saint-Jacques de Montréal, par Mgr de Charbonnel, assisté de l'évêque titulaire de Cydonia (de), Joseph La Rocque et de l'évêque de Portland, David William Bacon (en). 
Il prit possession solennelle de son évêché le 29 juin 1856, et il transféra son siège à Sandwich (actuellement Windsor) le 2 février 1859. Ayant donné sa démission le 22 décembre 1866, il se retira dans le diocèse d'Albany, comme évêque de Birtha (de), et passa les dernières années de sa vie à Montréal, où il décéda le 30 janvier 1883.